# The Black Waltz
The Black Waltz è il quarto album dei Kalmah, pubblicato nel 2006.

## Il disco
In quest'album prevale il cantato in growl, differenziandosi rispetto ai tre precedenti lavori, dove era utilizzato soprattutto lo scream.
La canzone strumentale Svieri Doroga è una combinazione fra il titolo del loro demo Svieri Obraza e la terza traccia di quest'ultimo, Vezi Doroga.

## Tracce
1. Defeat – 5:32
2. Bitter Metallic Side – 4:27
3. Time Takes Us All – 4:22
4. To the Gallows – 4:40
5. Svieri Doroga – 1:08
6. The Black Waltz – 4:37
7. With Terminal Intensity – 4:56
8. Man of the King – 4:02
9. The Groan of Wind – 5:02
10. Mindrust – 4:06
11. One from the Stands – 4:32

Japanese Bonus Track
1. This Mortal Coil (Carcass cover) – 3:36

## Formazione
- Pekka Kokko - voce, chitarra ritmica
- Antti Kokko - chitarra solista
- Timo Lehtinen - basso
- Marco Sneck - tastiere
- Janne Kusmin - batteria